# Прача (община Пале)
Прача (на сръбски: Прача) е село в Босна и Херцеговина, разположено в община Пале, в ентитета на Република Сръбска. Намира се на 845 метра надморска височина. Населението му според преброяването през 2013 г. е 131 души, от тях: 122 (93,12 %) сърби и 9 (6,87 %) бошняци.

## Население
Численост на населението според преброяванията през годините:
- 1961 – 881 души
- 1971 – 1 110 души
- 1981 – 1 118 души
- 1991 – 1 024 души
- 2013 – 131 души